# Togruti nyelv
A togruti nyelv (angolos írásmóddal: Togruti) a Csillagok háborúja elképzelt univerzumának egyik kétlábú, értelmes faja által beszélt nyelv.

## Tudnivalók
A togruti nyelvet a Shili bolygón őshonos togruták beszélik. A legtöbb togruta egyaránt jól tud írni és olvasni togruti nyelven és galaktikus közös nyelven is.
A togruti nyelv díszes és trillázó, hosszú magánhangzókkal, amelyeket az úgynevezett montral-ok (fej farok) segítségével, kisebb-nagyobb mértékben rezgésekkel változtatnak.
A mai togruti nyelvet jelentősen befolyásolta a galaktikus közös nyelv, azonban őshonos idiomákkal vegyítve, sajátságos és fura kifejezések keletkeztek.